# Curt von Einem
Curt Karl Milliges von Einem (* 31. Dezember 1880 in Northeim; † 25. Oktober 1939 in Göttingen) war ein deutscher Generalmajor und SS-Oberführer.

## Leben

### Herkunft
Curt entstammte dem Adelsgeschlecht Einem. Er war Sohn des preußischen Generalmajors Arnold von Einem (1839–1896) und dessen Ehefrau Pauline, geborene Gosewisch (1843–1915).

### Militärkarriere
Er trat am 22. März 1901 aus dem Kadettenkorps kommend als Leutnant in das Füsilier-Regiment „General-Feldmarschall Prinz Albrecht von Preußen“ (Hannoversches) Nr. 73 der Preußischen Armee ein. Bei diesem Regiment wurde er am 16. Juni 1910 zum Oberleutnant befördert und als Adjutant des I. Bataillons sowie als Regimentsadjutant verwendet. Am 19. Juni 1914 wurde Einem mit der Beförderung zum Hauptmann Adjutant der 65. Infanterie-Brigade in Mörchingen.
Während des Ersten Weltkriegs war Einem Kompanieführer in seinem Stammregiment und hatte verschiedene Generalstabsstellungen inne. Zuletzt als Erster Generalstabsoffizier im Stab der 2. Division. Für sein Wirken hatte man ihn mit beiden Klassen des Eisernen Kreuzes, dem Ritterkreuz des Königlichen Hausordens von Hohenzollern mit Schwertern sowie dem Verwundetenabzeichen ausgezeichnet.
Nach Kriegsende wurde Einem vom 10. Januar bis 30. September 1919 im Generalstab des IV. Armee-Korps verwendet. Anschließend wurde er in die Vorläufige Reichswehr übernommen und im Stab des Wehrkreiskommando IV eingesetzt. Am 1. Februar 1922 wurde Einem mit Rangdienstalter vom 1. Juli 1921 zum Major befördert und in das Reichswehrministerium nach Berlin versetzt. Hier war er bis 31. Januar 1926 in der Personalgruppe des Heeres-Personalamtes (PA) tätig. Dann trat er in den Truppendienst zurück und wurde Kommandeur des III. Bataillons des 17. Infanterie-Regiments in Goslar. In dieser Stellung folgte am 1. Februar 1928 seine Beförderung zum Oberstleutnant. Vom 1. Februar 1929 bis 31. Januar 1931 war Einem beim Stab des 12. Infanterie-Regiments, wurde am 1. November 1930 Oberst und als solcher anschließend Kommandeur des 5. (Preußisches) Infanterie-Regiments in Stettin. Am 30. September 1932 wurde Einem von diesem Posten enthoben und unter gleichzeitiger Verleihung des Charakters als Generalmajor aus dem aktiven Dienst verabschiedet.
Von 1935 bis 1939 unterstützte er den Aufbau der SS-Verfügungstruppen als Dozent an der SS-Junkerschule Braunschweig und wurde im März 1935 zum SS-Obersturmbannführer, am 30. Januar 1937 zum SS-Standartenführer und am 20. April 1939 zum SS-Oberführer ernannt.
Zum 1. Juli 1938 stellte man Einem zur Verfügung des Heeres der Wehrmacht, ohne dass er jedoch in der Folgezeit ein aktives Kommando erhielt.
Er war Ehrenritter des Johanniterordens.

### Familie
Einem hatte sich am 2. Oktober 1906 in Hannover mit Elisabeth Trummler (* 1884) verheiratet. Aus der Ehe gingen die drei Kinder Hans-Egon (* 1907), Anneliese (* 1910) und Friedrich-Wilhelm (* 1920) hervor.